# Proveniersplein (Haarlem)
Het Proveniersplein is de niet-officiële benaming voor een straat in de Nederlandse stad Haarlem. De naam is voor het eerst te vinden in het Haarlems Dagblad van 16 september 1903. Dan wordt daar nog het Proveniershof mee bedoeld. In 1976 wordt het voor het eerst gebruikt om de driesprong waar de Gierstraat in de Grote Houtstraat uitkomt, aan te geven.